# Закода
Закода — деревня в Холмогорском районе Архангельской области.

## География
Находится в центральной части Архангельской области на расстоянии приблизительно 125 км на юг по прямой от административного центра района села Холмогоры на левобережье реки Мехреньга.

## История
Была отмечена уже только на карте 1981 года. До 2015 года входила в Селецкое сельское поселение, с 2015 по 2022 в Емецкое сельское поселение до его упразднения.

## Население
Численность населения: 2 человека (русские 100 %) в 2002 году, 0 в 2010.